# دين روبرتسون
دين روبرتسون هو لاعب غولف كندي، ولد في 11 يوليو 1970 في سارنيا في كندا.

## وصلات خارجية
- دين روبرتسون على موقع رابطة أوروبا للاعبي الغولف المحترفين (الإنجليزية)
- دين روبرتسون على موقع التصنيف العالمي الرسمي للغولف (الإنجليزية)